# Baton (chocolate)
Baton é uma marca de chocolates, também com sua versão em sorvete, o doce recebeu esse nome, por ter em sua versão original não-tablete, o formato de um batom (produto de maquiagem). Ele foi lançado em 1948, e tinha como nome inicial "Leite e Mel". Em 2003, quanto a marca já estava bem conhecida, ganhou a versão flocos e a de doce de leite e seu mascote chamado JuBaton, que usava um boné dourado e vermelho. Em 2007, juntamente com quase todas outras versões, ganha a versão sorvete com 2 sabores (chocolate e chocolate branco), e a  versão  biscoito  com 3 sabores (chocolate, chocolate branco e  misto de  chocolate  com chocolate branco).  Em maio de 2012, o chocolate era vendido em mais de 400 mil pontos de venda e consumido por mais de 17 milhões de pessoas no Brasil, além de ser o produto mais vendido para o público infantil. Em 2014 teve a sua embalagem e formulação modificados para renovação do mesmo, tornando-se um produto com mais leite em sua composição. Em 2019, Baton encontra-se com os seguintes sabores: ao leite, branco, duo (chocolate ao leite e branco), morango, creme e o mais recente, extramilk, que contém como primeiro ingrediente o leite.